# Фауст (герой)
Фауст е главен герой на класическа немска легенда, основана на живота на Йохан Фауст (ок. 1480 – 1540).
Талантливият учен Фауст сключва сделка с дявола, заменяйки душата си за безгранично знание и светски удоволствия. Легендата за Фауст е в основата на множество литературни произведения, пресъздадена е на сцената, в киното и музиката.
В ранните разкази и основаните на тях балади, пиеси и куклени театри, Фауст е безвъвзвратно прокълнат, защото е предпочел божественото знание пред човешкото. Такива пиеси и комични куклени постановки са популярни в Германия от XVI век и в тях образите на Фауст и Мефистофел често са комично-вулгарни. В Англия историята за Фауст придобива известност благодарение на пиесата на Кристофър Марлоу Трагичната история за живота и смъртта на доктор Фауст (около 1587). Двеста години по-късно в трагедията на Гьоте Фауст е нещастен интелектуалец, който жадува за нещо повече от обикновен човешки живот.

## Литературни интерпретации
Първото литературно изображение на Фауст намираме в издадената през 1587 г. във Франкфурт народна книга с показателно заглавие: „Историята на доктор Йохан Фауст, знаменития магьосник и чернокнижник, за това как подписал с Дявола договор за определен срок, какви странни чудеса видял и сам извършил през това време, додето накрая получил заслуженото възмездие, в по-голямата си част заето от оставените подир смъртта му съчинения, за да служи като ужасяващ и отблъскващ пример и като чистосърдечно предупреждение към всички дръзки, любопитни и безбожни хора“
За времето си книгата имала огромен успех, преписвали я из цяла Германия, въпреки че църквата виждала в нея изкушение за младежта, а в Тюбинген дори започнали да затварят студентите, които съчинявали стихове за Доктор Фауст.
В края на 16-ти век немската народна приказка проникнала в Англия и там поетът Кристофър Марлоу създава първата драматична обработка на легендата под заглавие „Трагичната история на Доктор Фауст“. В нея героят е представен като честолюбив и жаден за власт човек. Новото в него е типичната му воля и стремеж към величие. Подвластен на своите пориви Фауст малко мисли за проклятието и очакващите го вечни мъки – привлича го настоящето с всички възможности за земно осъществяване на неговите искания и наслади, които му предлага. Фауст мечтае чрез магия да се превърне в полубог и с помощта на призованите духове да завладее целия свят.
През 17-ти и 18-ти век Фаустовата тема се разпространява в цялата европейска литература. Появяват се чешки и холандски обработки, а в Испания Калдерон де ла Барка създава драмата си „Чудодейният маг“, в която свързва Фаустовия мотив с легендата за мъченичеството на Св. Киприан и Св. Юстина. В Германия, където Просвещението въздига народностното самосъзнание, Готхолд Ефраим Лесинг пръв съзира в една съвременна разработка на фаустовата легенда национална поетическа задача. До нас е достигнал само малък фрагмент от неговия „Фауст“, в който новото е това, че накрая небесното и пъкленото войнство водят битка за душата на героя и ангелите възклицават: „ Не тържествувайте, не сте победители над човечеството и науката! Бог не е дал на хората най-благородния от стремежите, за да ги прави вечно нещастни!“ Така Лесинговия Фауст олицетворява човешкото влечение към истината, което не бива да изчезне. В историята на Фаустовият мит тук за първи път се прокрадва идеята идеята за крайното избавление на героя. Доверието в победата на човешкия дух над силите на злото вече не позволява трагически изход.
Най-висок връх в своя литературен живот Доктор Фауст достига през XlX – век в лиричната трагедия на Йохан Гьоте. Тя е проникнала от духа на Немското просвещение и тук Фауст вече е издигнат до висотата на миров тип, на символ за човека изобщо: той е мечтател, който жадува да проникне в божественото, стреми се към сливане с Космоса, към опознаване на Всемира. Неговата трагедия вече не е трагедия на изкушението, а се заключва в мъчителната борба между вяра и безверие, между съзерцанието на безкрайното и ограничеността на човешката мощ, На средновековния възглед, че човешката природа е греховна, а разумът неспособен да обясни и разбере многообразието на света, Гьоте противопоставя убеждението, че всички заблуди и затруднения се превъзмогват в творческата дейност. Неговият Фауст е прозрял убеждението, че да се опознае животът означава той да бъде изживян в неговата пълнота, с всичките му радости и несгоди.
С настъпване на контрареформацията историята за доктора, продал душата си, се разпространява из всички краища на Европа.
Във Франция чрез Пиер Кайе, който въвежда този образ, впоследствие Йожен Дьолакроа, чийто образ на д-р Фауст е най-близък до този на Гьоте, а в Русия – Пушкин. През XX в., непосредствено след Втората световна война, излиза романът на Томас Ман „Доктор Фауст“.
Фаустовата тема има свой живот и в българската литература. Героят на Емилиян Станев – Теофил – от романа на „Антихрист“ е своеобразен български средновековен събрат на немския ренесансов учен-алхимик. И него Сатаната съблазнява със света в забулената от сладки тайни манастирска нощ. Теофил се моли на Бога, но в душата си е с Дявола и дири истината – по думите на писателя – „както сме склонни ние, българите, без да разумяваме, че който постъпва така, това, което днес му е било драго като божие, утре ще загуби цена като дяволско и не ще знае кое е негово, кое е чуждо, та лесно ще го лъжат и ограбват. Защото познание, придобито с постоянно отрицание, се губи като вода под пясък…“
А героинята на Блага Димитрова от пиесата „Д-р Фаустина“ е съвременна жена, която се бори за правото си да осъществи всички свои заложби, разкъсвана между женската си същност и повелите на разума.
В своята повест „Повест за Истатко Бирков“ Георги Марковски пък свързва легендата за Доктор Фауст с Гьтевото просветителско тълкуване, като влага прозренията на Томас Ман за същността на злото заедно с мотиви от българския национален бит и култура.
Ето как зародилата се в дълбините на народния дух легенда се е превърнала през вековете в художествено наследство на цялото човечество. Литературният живот на д-р Фауст разраснал се до до общочовешки епос, ще продължи дълго – докато съществува необходимостта от изкуство.